# Castell de la Vall
El castell de la Vall és un edifici de Llers (Alt Empordà) declarat bé cultural d'interès nacional.

## Descripció
És al nord-est del nucli urbà de la vila de Llers, al veïnat de la Vall, al carrer de les Serres.
L'actual edifici que ocupa el lloc del castell és un gran casalot dels segles XVII- XVIII, que no presenta ni conserva cap element de fortificació. És un edifici de planta rectangular format per diversos cossos adossats, amb les cobertes d'una i dues vessants i distribuïts en planta baixa i dos pisos. Presenta obertures rectangulars, les originals bastides amb carreus de pedra i la resta modificades amb maons. A la planta baixa destaca una gran volta rebaixada bastida en pedra, amb restes de l'encanyissat interior, que protegeix la prota d'accés, d'arc de mig punt. Damunt la clau hi ha un carreu gravat amb la data 1728.
La construcció és bastida amb pedra sense treballar i fragments de maons, lligat amb morter de calç.

## Història
L'edifici que ocupa actualment l'emplaçament de l'antic castell és un gran casalot dels segles XVII-XVIII. De l'antic castell no en queden restes visibles.
En foren propietaris els Gralla, Desplà, Montcada i el baró d'Esponellà. És anomenat també castell des Güell o castell de la Vall.